# Wetenschappelijke Bibliotheek in Olomouc
De Wetenschappelijke Bibliotheek in Olomouc (Tsjechisch: Vědecká knihovna v Olomouci) is een van de grootste bibliotheken in Tsjechië. De bibliotheek is gevestigd in de Moravische stad Olomouc en omvat een unieke collectie van historische bronnen, o.a. 1451 manuscripten en 1700 incunabelen. Er is ook een grote collectie Nederlandse incunabelen.

## Geschiedenis
In 1566 werd in Olomouc een academie opgericht die later tot de Palacký-Universiteit Olomouc zou uitgroeien. De wetenschappelijke bibliotheek is opgericht als bibliotheek van die universiteit. Met de sluiting van de universiteit in 1860 ging de bibliotheek als zelfstandig instituut verder. Een status die de wetenschappelijke bibliotheek behield met de heroprichting van de universiteit in 1946.